# Hyloxalus lehmanni
Hyloxalus lehmanni es una especie de anfibio anuro de la familia Dendrobatidae.

## Distribución geográfica
Esta especie habita entre los 1460 y 2120 m de altitud:
- en Colombia, en el departamento de Antioquia, en el departamento de Nariño, en las Cordilleras Occidental y Central;
- en Ecuador desde la provincia de Carchi hasta la provincia de Cotopaxi en la Cordillera Occidental.[4]

## Descripción
Los machos miden de 15,4 a 20,0 mm y las hembras de 17,0 a 22,8 mm.

## Etimología
Esta especie lleva el nombre en honor a Federico Carlos Lehmann (1914–1974).

## Publicación original
- Silverstone, 1971 : Status of certain frogs of the genus Colostethus, with descriptions of new species. Natural History Museum of Los Angeles County, Science Bulletin, n.º 215, p. 1-8[5]